# Cucullia montanae
Cucullia montanae là một loài bướm đêm trong họ Noctuidae.